# Droga krajowa B517 (Niemcy)
Droga krajowa 517 (niem. Bundesstraße 517) – niemiecka droga krajowa przebiegająca na osi północny wschód - południowy zachód i jest połączeniem drogi B54 w Kreuztal z drogą B236 w Altenhundem.
Droga przebiega równolegle do B55.
Droga, jako B517, została wytyczona na początku lat 70. XX stulecia.